# KTX-DD
KTX-DD(Korea Train eXpress-DOUBLE DECK)는 현대로템이 개발한 고속철도 차량이다. 2017년 8월 현대로템에서 2량을 제작해 출고한 이후, 2017년 11월까지 HEMU-430X에 2층 열차를 연결하여 시험운전을 실시할 계획이 있다.